# Tesagrotis amia
Tesagrotis amia är en fjärilsart som beskrevs av Dyar 1903. Tesagrotis amia ingår i släktet Tesagrotis och familjen nattflyn. Inga underarter finns listade i Catalogue of Life.